# Andreas Henrisusanta
Andreas Suwiyata Henrisusanta SCI (* 7. Juni 1935 in Wonosari; † 10. März 2016 in Jakarta) war ein indonesischer Ordensgeistlicher und Bischof von Tanjungkarang.

## Leben
Andreas Henrisusanta, siebtes von neun Kindern einer Bauernfamilie, trat der Ordensgemeinschaft der Dehonianer bei und studierte Theologie am Seminar St. Paul in Palembang sowie Theologie und Kanonisches Recht an der Päpstlichen Universität Gregoriana in Rom, an der er auch 1966 promoviert wurde mit der Schrift De Probatione pro Documente in Precessu Canonico. Am 8. September 1959 legte er die Profess ab und empfing am 2. Juli 1961 die Priesterweihe. Nach einem Aufbaustudium in Fribourg kehrte er 1966 in seine Heimat Indonesien zurück. Er war Pfarrer in Telukbetung, Kedaton, Metro, Kotabumi und Tanjungkarang sowie Dozent an der Katholischen Universität von Lampung.
Papst Paul VI. ernannte ihn am 29. August 1975 zum Weihbischof in Tanjungkarang und Titularbischof von Ubaba. Der Erzbischof von Semarang und Militärvikar von Indonesien, Justinus Kardinal Darmojuwono, spendete ihm am 11. Februar des nächsten Jahres die Bischofsweihe; Mitkonsekratoren waren Vincenzo Maria Farano, Apostolische Pro-Nuntius in Indonesien, und Albert Hermelink Gentiaras SCI, Bischof von Tanjungkarang.
Papst Johannes Paul II. ernannte ihn am 18. April 1979 zum Bischof von Tanjungkarang. Am 6. Juli 2012 nahm Papst Benedikt XVI. sein aus Altersgründen vorgebrachtes Rücktrittsgesuch an.